# 성탄 대성당 (키시너우)

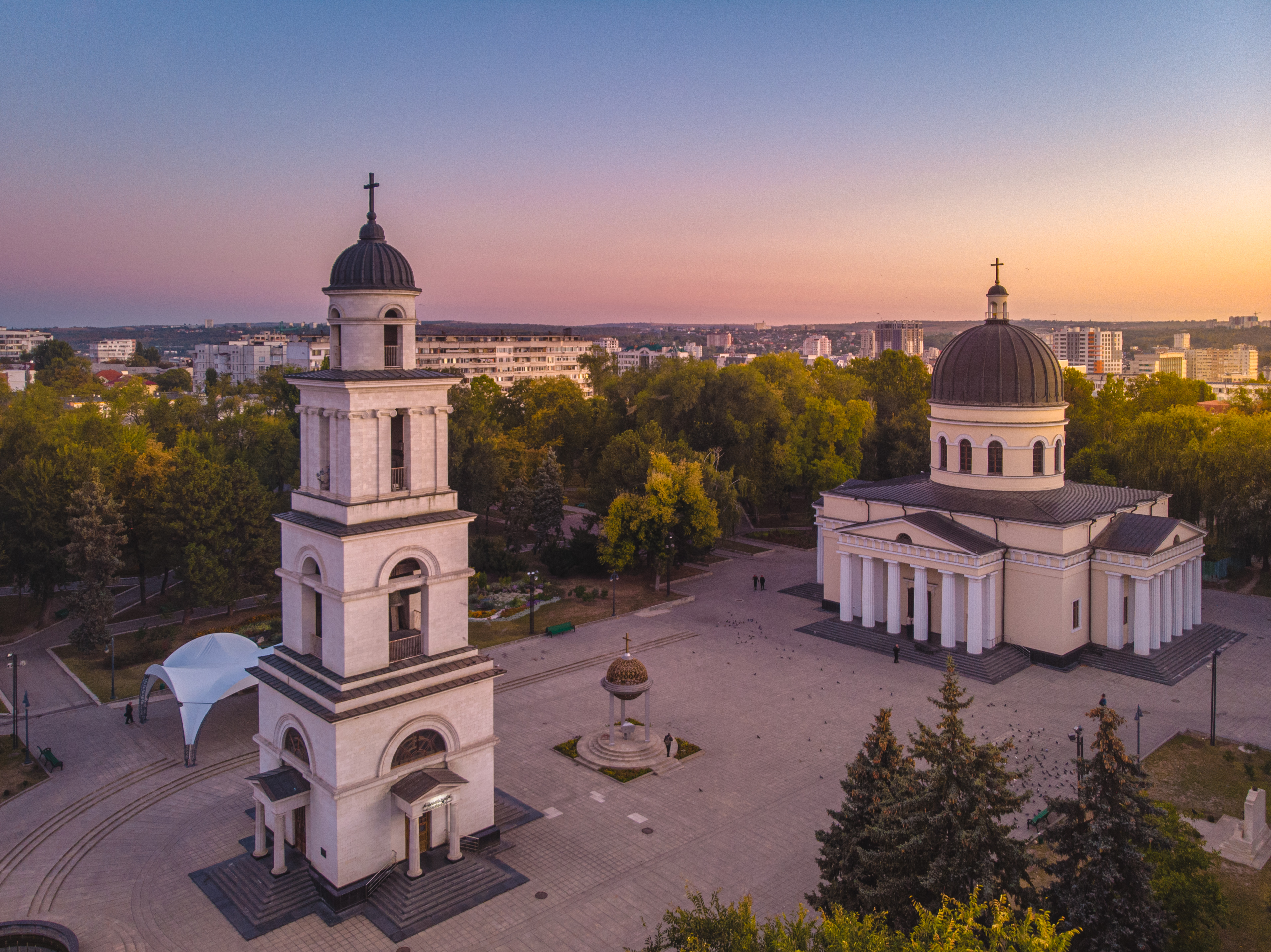
성탄 대성당

성탄 대성당(루마니아어: Catedrala Mitropolitană „Nașterea Domnului”)은 몰도바 키시너우에 있는 몰도바 정교회 대성당이다. 1830년에 미하일 보론초프의 의뢰로 건설되었다.
성당은 1830년대에 아브람 멜니코프가 신고전주의 양식으로 건설하였다. 성당은 제2차 세계 대전 중에 폭격을 받았고 종탑은 1962년에 공산주의자들이 파괴하였다. 새로운 종탑은 1997년에 건설되었다. 소련 시대에는 예배가 금지되었고 성당은 전시 센터로 바뀌었다.